# Duché d'Inowrocław
1267–1364
Entités précédentes :
- Duché de Cujavie

Entités suivantes :
- Royaume de Pologne

Le duché d'Inowrocław, avec sa capitale Inowrocław, est un ancien duché médiéval, formé en 1267 lors d'une fragmentation du duché de Cujavie. En 1364, il est intégré dans le royaume de Pologne.

## Sources
- (en) Cet article est partiellement ou en totalité issu de l’article de Wikipédia en anglais intitulé « Duchy of Inowrocław » (voir la liste des auteurs).